# هيئة الإغاثة الإنسانية الدولية
هيئة الإغاثة الإنسانية الدولية (بالإنجليزية: International Humanitarian Relief - IHR) هي منظمة غير حكومية تأسست عام 2011 على يد مجموعة من رجال الأعمال والأطباء السوريين المغتربين، بهدف تقديم المساعدات الإنسانية للمحتاجين والمتضررين في مناطق النزاعات والكوارث. بدأت الهيئة بدعم الأيتام والأرامل، ومع تزايد موجات اللجوء والنزوح من سوريا، توسعت أنشطتها لتشمل مجالات متعددة مثل التعليم، الصحة، والأمن الغذائي.

## التأسيس والتوسع
انطلقت هيئة الإغاثة الإنسانية الدولية من فيينا، حيث أسست رسمياً. افتتحت أول مكتب لها في لبنان، ثم توسعت إلى تركيا وأربيل، وصولاً إلى الولايات المتحدة الأمريكية. تهدف الهيئة من خلال هذه المكاتب إلى تقديم الدعم والمساعدة للمحتاجين في مختلف المناطق المتضررة.

### مجالات العمل
تعمل هيئة الإغاثة الإنسانية الدولية في عدة مجالات إنسانية تهدف إلى تحسين حياة الفئات المحتاجة والمتضررة. تشمل هذه المجالات تقديم المساعدات غير الغذائية، مثل توزيع السلل الصحية والشتوية، قسائم الألبسة، ووقود التدفئة. كما تساهم في مشاريع المياه والإصحاح من خلال إصلاح شبكات المياه، توزيع مياه الشرب، حفر الآبار، وتنفيذ برامج الوقاية من الفيضانات.
في مجال الأمن الغذائي وسبل العيش، تقدم الهيئة سللًا غذائية، خبزًا، وجبات غذائية، بالإضافة إلى برامج دعم تغذية الأطفال. أما في قطاع الإيواء والمخيمات، فتعمل على توفير مساكن ملائمة للاجئين والنازحين، مع ضمان الحد الأدنى من متطلبات العيش الكريم.
في الجانب الصحي، تدعم المستشفيات والعيادات بالأدوية والمعدات الطبية، إلى جانب تقديم خدمات الرعاية الصحية للمحتاجين. كما تهتم بالتعليم والحماية من خلال دعم المنح الدراسية، إنشاء المدارس، وتوفير بيئة تعليمية آمنة للأطفال.
وتشمل جهودها أيضًا رعاية الأيتام عبر تنفيذ برامج كفالتهم وتقديم الدعم المالي والتعليمي لهم، بالإضافة إلى تنفيذ مشاريع موسمية، مثل موائد رمضان، حملات الأضاحي، وتوزيع الملابس في الأعياد، لضمان توفير الدعم المناسب في المناسبات الدينية والاجتماعية.
حققت الهيئة تأثيراً ملموساً في المجتمعات التي تعمل بها، حيث استفاد أكثر من 234 ألف شخص شهرياً من خدمات القطاع الطبي، ووفرت مياه نظيفة لأكثر من 3.5 مليون شخص، بالإضافة إلى تقديم مساعدات غذائية لأكثر من 2.3 مليون شخص، ومساعدات غير غذائية لأكثر من 1.5 مليون عائلة.

## الشراكات والعضويات
تتعاون هيئة الإغاثة الإنسانية الدولية مع عدة منظمات دولية ومحلية لتعزيز جهودها الإنسانية، وهي عضو في اتحاد المنظمات الأهلية في العالم الإسلامي والمنتدى الإنساني العالمي.